# 1351
1351 (MCCCLI) fue un año común comenzado en sábado del calendario juliano, en vigor en aquella fecha.

## Acontecimientos
- 1 de mayo- Zúrich entra en la Confederación Suiza.
- Tiene lugar la reunión de las Cortes de la corona de Castilla en Valladolid, donde los nobles exigen nuevas mercedes al rey Pedro I a cambio de su apoyo económico, este se niega.

## Nacimientos
- Gian Galeazzo Visconti, gobernante milanés.
- Leopoldo III de Austria (m. 1386).
- Vladislao II, rey de Polonia (m. 1434).

## Fallecimientos
- Arcipreste de Hita, escritor español.